# ناحیه فریمن، میشیگان
ناحیه فریمن (به انگلیسی: Freeman Township) یک منطقهٔ مسکونی در ایالات متحده آمریکا است که در شهرستان کلیر، میشیگان واقع شده‌است.
 ناحیه فریمن ۹۲٫۷ کیلومتر مربع مساحت و ۱٬۱۵۷ نفر جمعیت دارد و ۳۲۲ متر بالاتر از سطح دریا واقع شده‌است.